# Julian Wadham
Julian Neil Rohan Wadham (Ware, 7 agosto 1958) è un attore britannico.

## Biografia
Figlio di un comandante d'aerei nella seconda guerra mondiale, parla anche il francese e l'italiano.
Lavora come attore fin dal 1981, e giunge alla notorietà interpretando il ruolo di Maddox nel film Il paziente inglese (1996), accanto a Ralph Fiennes.
Sposato dal 1990, ha quattro figli: William (1991), Thomas (1992), Oliver (1994) e Samuel (1997).
È un bravo cantante, con voce da baritono.

## Filmografia parziale

### Cinema
- Maurice, regia di James Ivory (1987)
- La pazzia di Re Giorgio (The Madness of King George), regia di Nicholas Hytner (1994)
- L'agente segreto (The Secret Agent), regia di Christopher Hampton (1996)
- Il paziente inglese (The English Patient), regia di Anthony Minghella (1996)
- L'esorcista - La genesi (Exorcist: The Beginning), regia di Renny Harlin (2004)
- Dominion: Prequel to the Exorcist, regia di Paul Schrader (2005)
- L'ultimo inquisitore (Goya's Ghosts), regia di Milos Forman (2006)
- Double Identity, regia di Dennis Dimster (2009)
- War Horse, regia di Steven Spielberg (2011)
- The Iron Lady, regia di Phyllida Lloyd (2011)
- Now Is Good, regia di Ol Parker (2012)
- Posh (The Riot Club), regia di Lone Scherfig (2014)
- The 9th Life of Louis Drax, regia di Alexandre Aja (2016)
- Vittoria e Abdul (Victoria and Abdul), regia di Stephen Frears (2017)
- Churchill, regia di Jonathan Teplitzky (2017)
- Colette, regia di Wash Westmoreland (2018)
- The Happy Prince - L'ultimo ritratto di Oscar Wilde (The Happy Prince), regia di Rupert Everett (2018)
- Napoleon, regia di Ridley Scott (2023)

### Televisione
- Poirot (Agatha Christie's Poirot) – serie TV, episodio 3x04 (1991)
- L'ispettore Barnaby (Midsomer Murders) - serie TV, episodi 2x01-12x06 (1999-2009)
- Sherlock Holmes ed il caso della calza di seta (Sherlock Holmes and the Case of the Silk Stocking), regia di Simon Cellan Jones – film TV (2004)
- Miss Marple (Agatha Christie's Marple) – serie TV, episodio 2x01 (2006)
- Il seggio vacante (The Casual Vacancy) - miniserie TV, 3 puntate (2015)
- Il processo di Tokyo (Tokyo Trial), regia di Rob W. King e Pieter Verhoeff – miniserie TV (2016)
- Outlander – serie TV, 4 episodi (2016-2017)
- Delitti in Paradiso (Death in Paradise) - serie TV, episodi 6x05-6x06 (2017)
- The Chelsea Detective – serie TV, episodio 3x01 (2024)